# جان ماري فورست
جان ماري فورست (بالفرنسية: Jean-Marie Forest)‏ هو ضابط فرنسي، ولد في 4 فبراير 1752 في ليون في فرنسا، وتوفي في 12 يونيو 1794 في مودينا في إيطاليا.